# Genovai kikötő

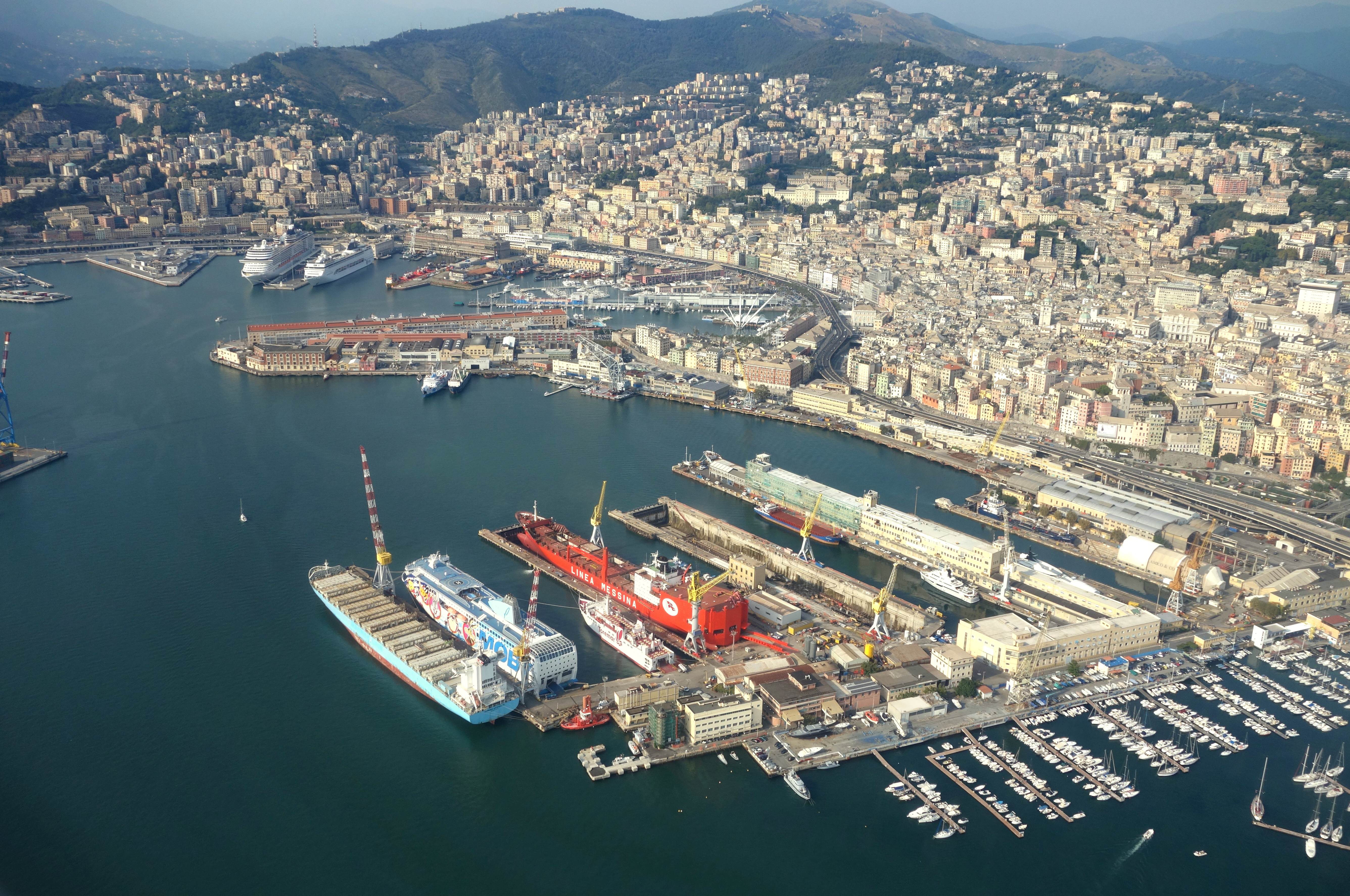
A kikötő madártávlatból

A genovai kikötő Olaszország leghíresebb tengeri kikötője, amely a Földközi-tengeren Marseille és Barcelona kikötőivel versenyez. 51,6 millió tonnás kereskedelmi forgalmával a teheráru tonnatartalma alapján Olaszország legforgalmasabb kikötője a trieszti kikötő után.
A kikötőt használták a Costa Concordia balesete után a hajómonstrum bontására.

## Szerkezeti jellemzők
A Genovai kikötő mintegy 700 hektár szárazföldi és 500 hektár vízi területet foglal magában, amely több mint 22 kilométer hosszan húzódik a partvonal mentén, 47 km tengeri útvonallal és 30 km működő rakparttal.
A kikötőnek 4 fő bejárata van:
- A keleti bejárat, amely hozzáférést biztosít a régi kikötőhöz, a hajógyárakhoz és a Sampierdarena-terminálokhoz
- a nyugati (Cornigliano) bejárat, amelyet főként az ILVA rakpartokon üzemelő hajók használnak
- a Multedo bejárat, amely az olajterminálokon és a Fincantieri-hajógyárakban működő hajók számára van fenntartva
- a Pra' bejárat, a kikötő nyugati végén, a konténerterminálhoz közlekedő hajók számára

## Utasterminálok
Az utasterminálok rakpartjai 250 ezer négyzetméteren terülnek el, 5 felszerelt kikötőhellyel a sétahajók és 13 komphajó számára, évi 4 millió komputas, 1,5 millió személygépkocsi és 250 000 teherautó befogadására.
A Ponte dei Mille történelmi tengeri állomása ma egy technológiailag fejlett üdülőhajó-terminál, a világ legmodernebb repülőterei alapján kialakított létesítményekkel, hogy biztosítsa a legújabb generációs, több ezer utast szállító hajókba történő gyors be- és kiszállást.
A Ponte Parodi újratervezett területén, az egykor gabonaforgalomra használt rakparton jelenleg épül egy harmadik üdülőhajó-terminál.
A kikötő két részre osztható kora alapján:
- a várostól távolabbi területek napjaink teherforgalmát szolgálják. Itt kötnek ki a nagy hajók és itt rakodják át az árut vonatokra és teherautókra
- a régi kikötő a történelmi városmaghoz közel helyezkedik el. Itt elsősorban kisebb személyszállító hajók, magánhajók és kikötői kompok horgonyoznak. A parton a régi kikötő már használaton kívül helyezett darui és raktárai vannak. Itt horgonyoz a Neptun hajó és több turisztikai látnivaló is itt található.

A part mentén fut a Sopraelevata Aldo Moro nevű városi autópálya, amely a történelmi városközponton áthaladó közúti forgalmat hivatott csökkenteni.

## Forgalom
See or edit raw graph data.

## Képgaléria

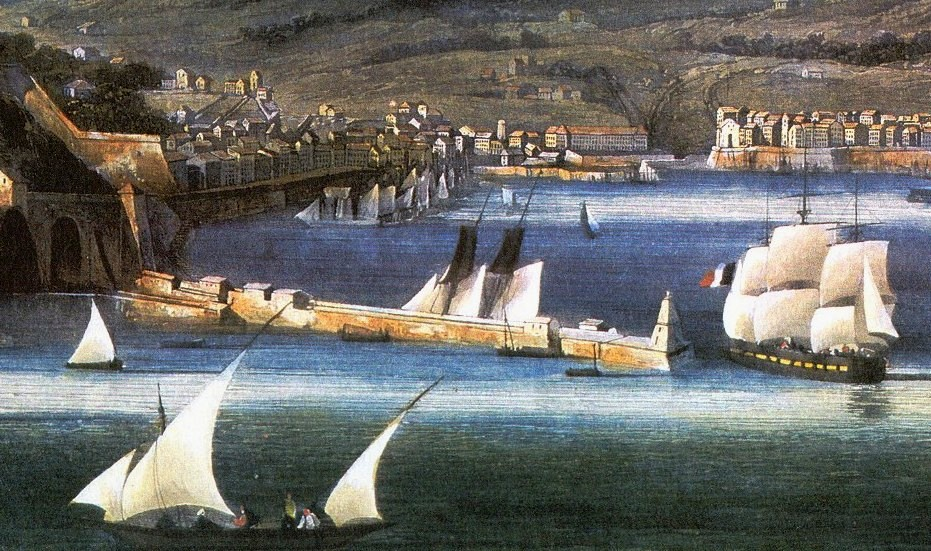
A kikötő 1810 körül
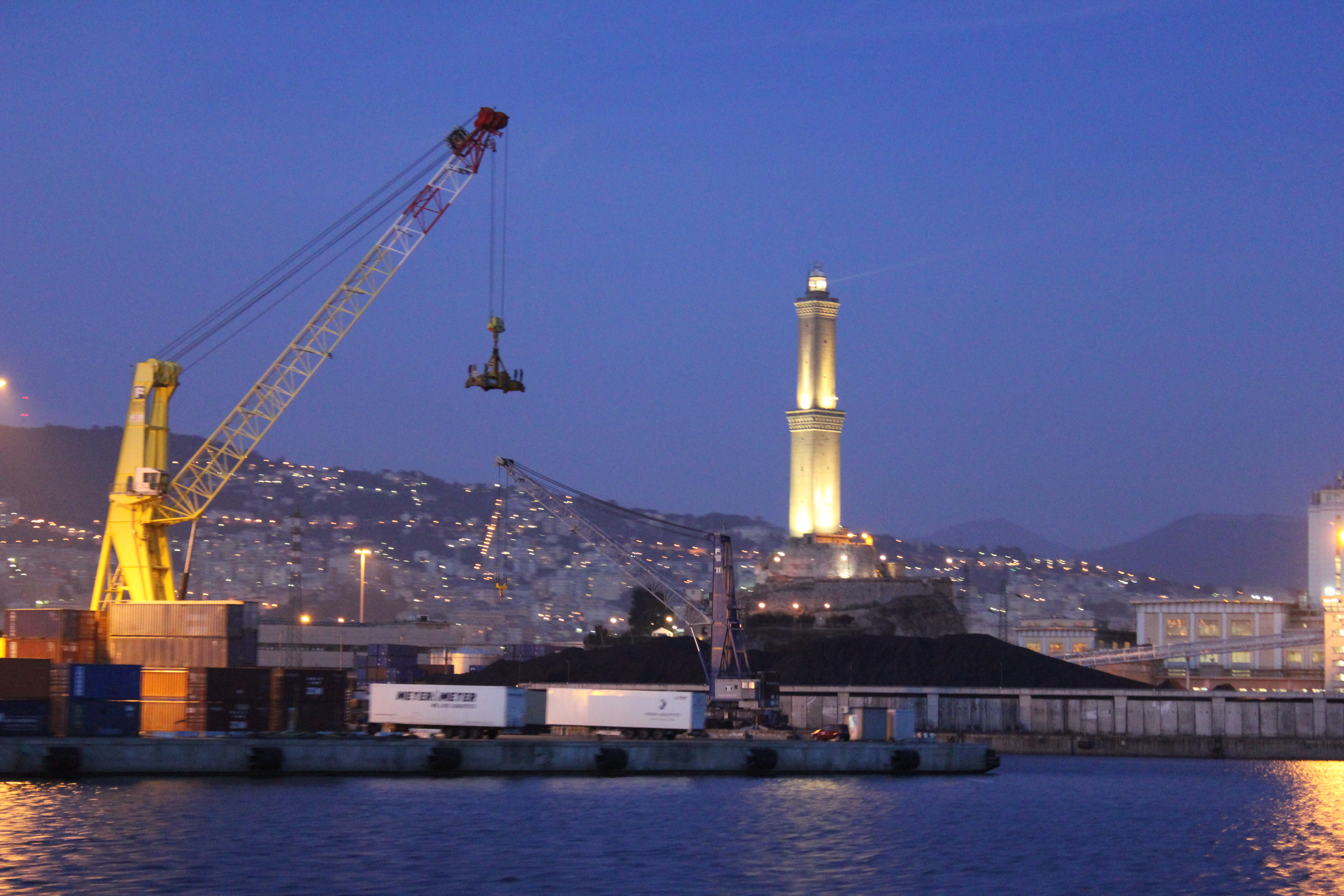
A kikötő éjszaka
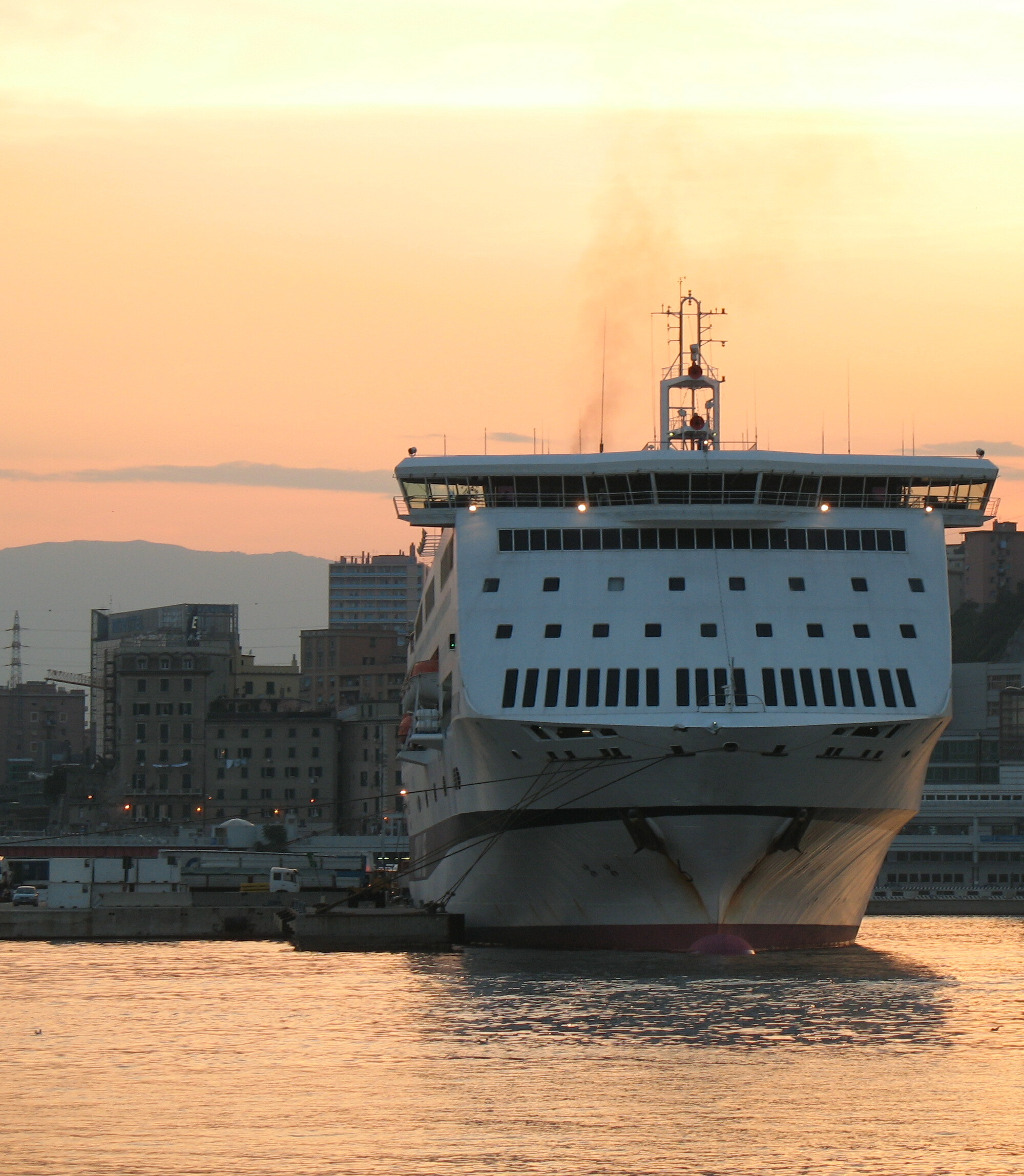
Komp naplementekor, háttérben a Matitone becenevű felhőkarcolóval
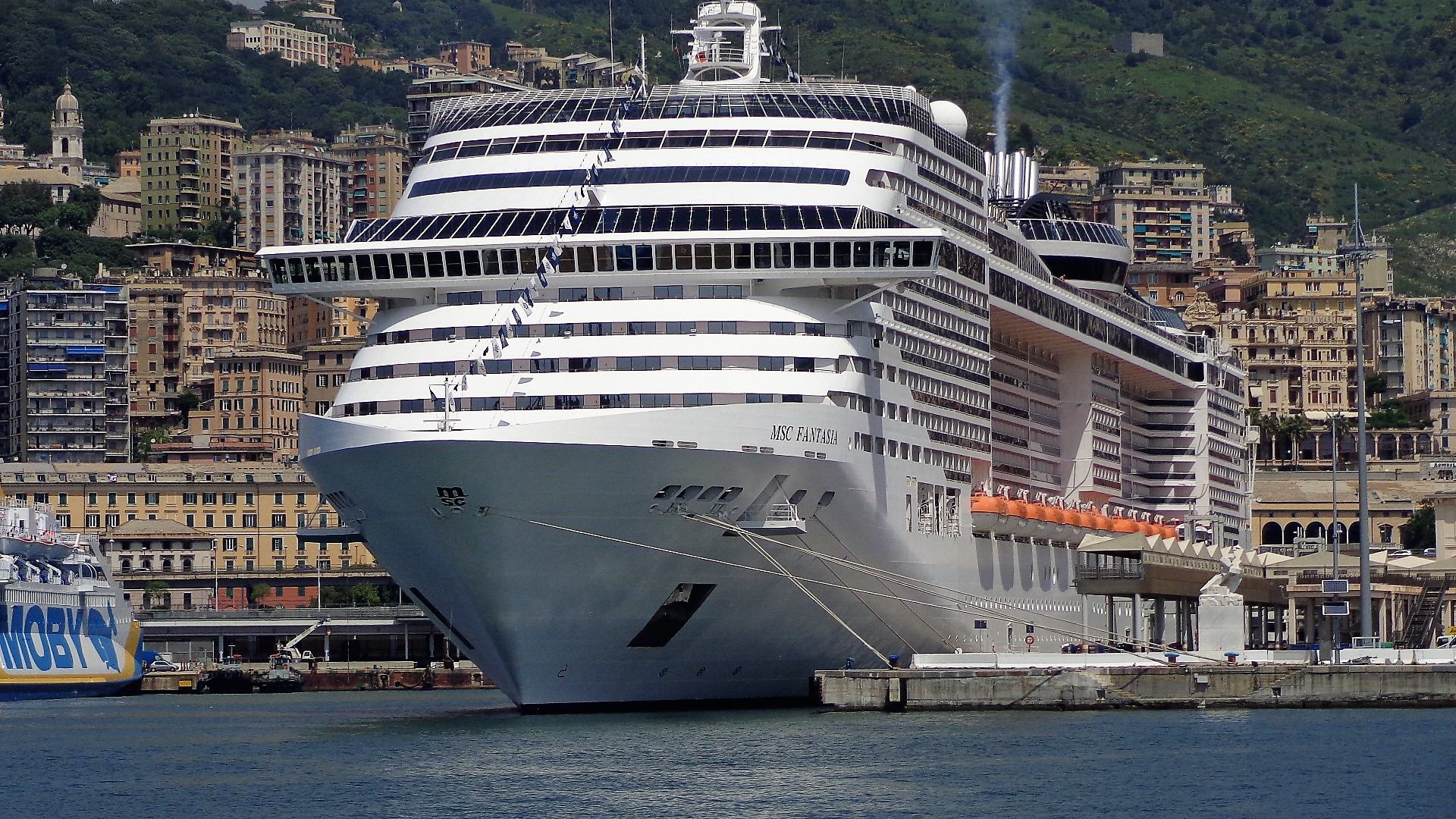
Az MSC Fantasia a genovai kikötőben
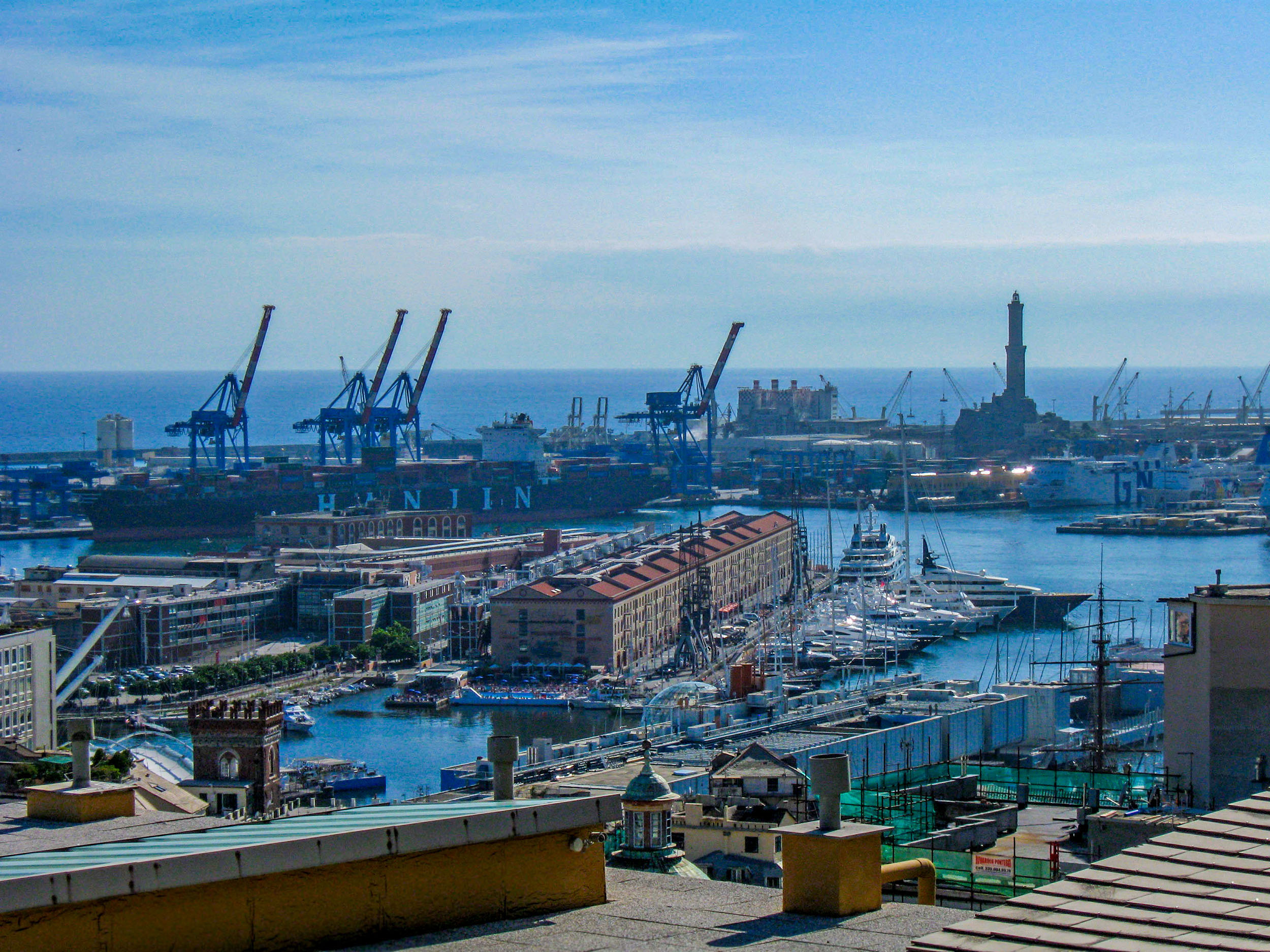
A kikötő madártávlatból
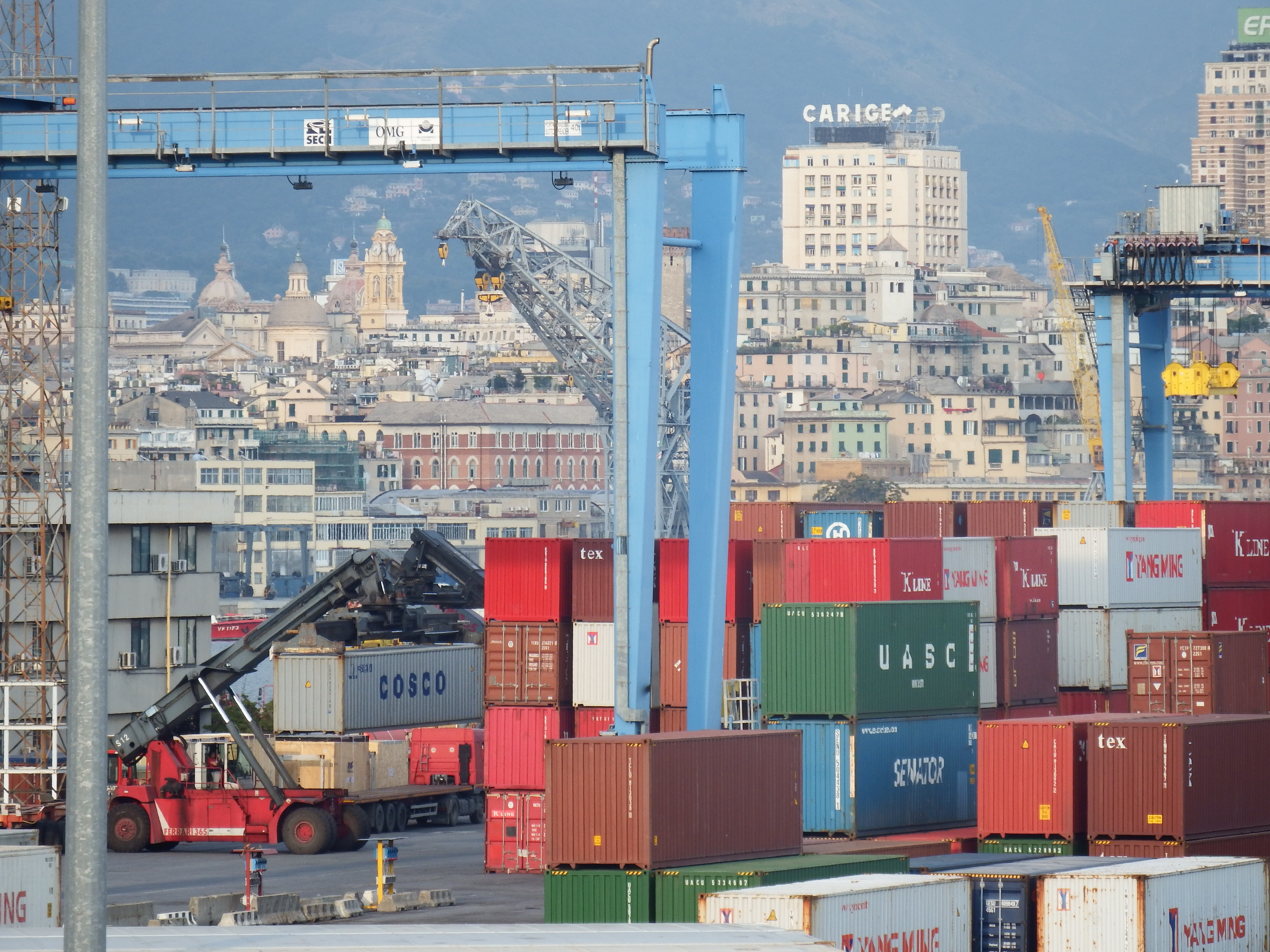
A konténer terminál
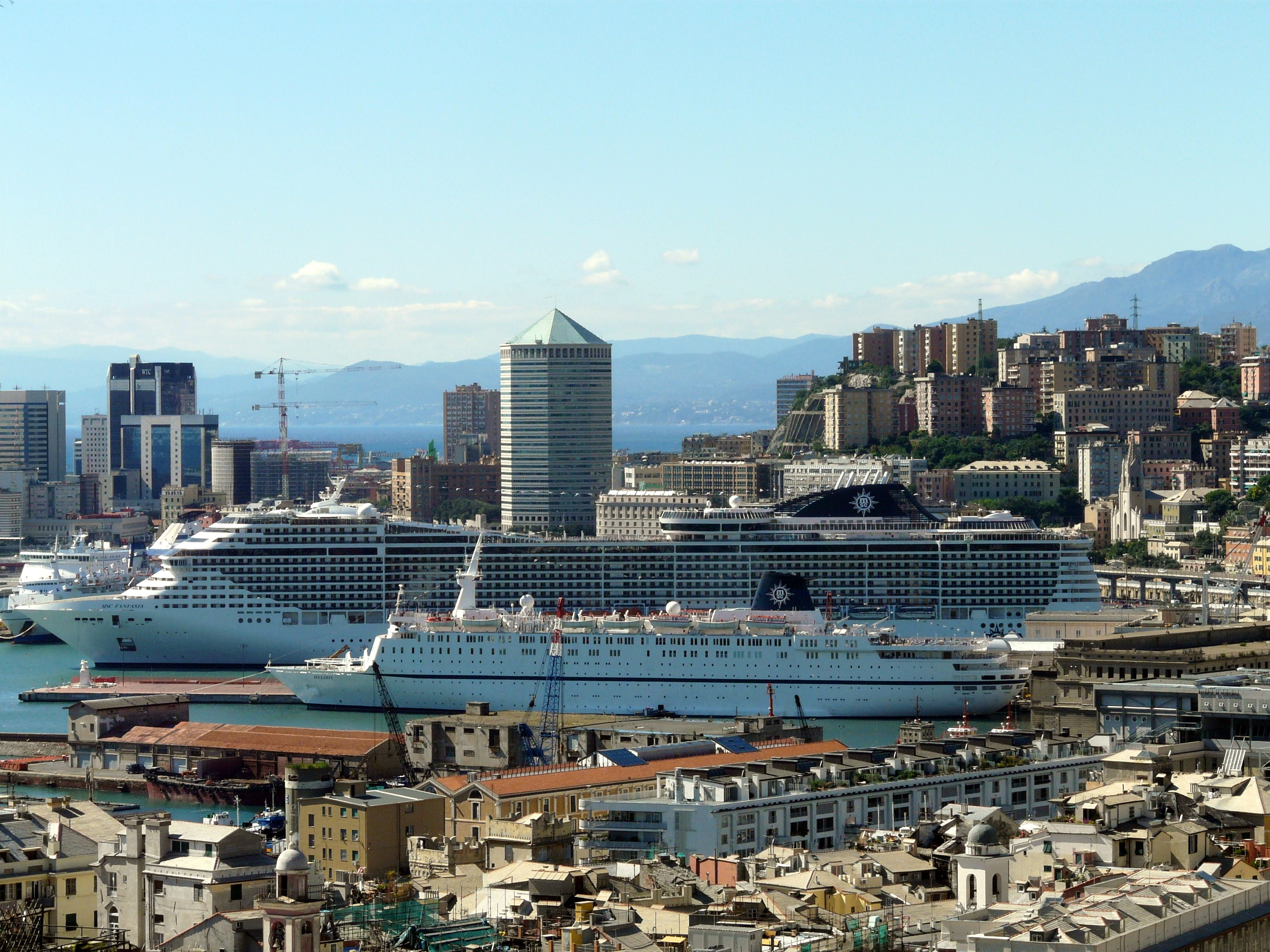
Az előtérben az MS Melody üdülőhajó